# خاک‌اره دریایی
خاک‌اره دریایی (نام علمی: Trichodesmium) نام یک سرده از شاخه سیانوباکتر است.